# 兴国县 (南梁)
兴国县是南朝梁在信义郡下置的一个县，治所在今江苏常熟市东支塘，具体设置时间不详，但应在信义郡设置的天监六年（507年）之后。陈因之，隋开皇九年（589年）平陈，废入常熟。